# Kyrönjoki
Kyrönjoki – rzeka w środkowej części Finlandii. Dolina jej na obszarze Ostrobotni Południowej zaliczana jest do 27 parków krajobrazowych Finlandii. Rzeka ta – zwłaszcza obszar jej estuarium – to tradycyjne środowisko hodowli ryb, obecnie
zagrożone przez zmiany środowiskowe (zakwaszenie wód). Wpływ zanieczyszczeń środowiska ma przełożenie na statystykę występowania stwardnienia rozsianego w dolnym biegu Kyrönjoki. Rząd Finlandii od 1953 roku realizuje cykl projektów mających na celu poprawę stosunków wodnych dorzecza Kyrönjoki, głównie z zakresu ochrony przeciwpowodziowej z uwagi na wąskie koryto rzeki i płaskie tereny, przez które rzeka płynie.

## Miejscowości wzdłuż biegu rzeki
Kurikka, Ilmajoki, Seinäjoki, Ylistaro, Isokyrö, Vähäkyrö, Korsholm